# Relations entre le Japon et les Tonga
Les Relations entre le Japon et les Tonga désignent les relations internationales entre le Japon et le Royaume des Tonga. Les deux pays ont maintenu des relations diplomatiques officielles depuis juillet 1970.Le gouvernement japonais décrit ses relations avec les Tonga comme « excellentes », et déclare que « la famille impériale du Japon et la famille royale des Tonga ont développé une relation cordiale et personnelle au fil des ans».
En 1999, les exportations des Tonga vers le Japon (consistant principalement en potirons et en thon) avaient une valeur de 9 millions €, alors que ses importations (principalement des machines) valaient 1,5 million €. Le Japon est le plus grand marché d'exportation des Tonga.
Début 2009, le Japon est devenu le quatrième pays à établir une ambassade aux Tonga (après l'Australie, la Nouvelle-Zélande et la République populaire de Chine). En mars, l'Ambassadeur Yasuo Takase est devenu le premier ambassadeur résident japonais aux Tonga. Il était également le premier ambassadeur japonais résident dans un pays polynésien. L'ouverture de l'ambassade survient dans un contexte d'aide au développement japonaise accrue dans le Pacifique,. En mai 2009, le premier ministre tongan Feleti Sevele a été accueilli au Japon par l'Empereur Akihito pour une discussion sur l'aide régionale.
Bien que le roi actuel des Tonga, George Tupou V, ait visité une nouvelle fois le Japon, son prédécesseur Taufa'ahau Tupou IV avait visité le pays à sept reprises.